# Philippe Ducros
Pour les articles homonymes, voir Tremblay.
Philippe Ducros est un dramaturge, metteur en scène, photographe et acteur québécois.

## Biographie
Dramaturge autodidacte, Philippe Ducros s'inspire de ses nombreux voyages - il a séjourné dans plus d'une vingtaine de pays, en Amérique Latine, en Europe, en Afrique et en Asie - pour écrire des pièces fortement engagées qu'il met généralement lui-même en scène. En 2000, il fonde les Productions Hôtel-Motel, une compagnie de théâtre sans but lucratif qui lui permettra de produire ses propres textes. En 2010, il devient directeur d'Espace libre, un théâtre où il a fait ses premières marques comme comédien professionnel, mais aussi comme auteur et metteur en scène (Le 4e round et Diapodiaspora, en 2000).

## Œuvre

### Théâtre
- Diapodiaspora (2000)
- Le 4e round (2000)
- 2025, l'année du serpent (2002)
- 2191 nuits (2005)
- Le Bocal (2007)
- Boulevard Sauvé (2007)
- La Rupture du jeûne (2007)
- L'Assassinat d'Andrew Jackson (2008)
- Dissidents (2012)
- Eden Motel (2014)
- L'Affiche (2009)
- Bibish Mumbu, (2014)[2]

### Traductions
- En manque, traduction par Philippe Ducros (2003) de l'œuvre originale anglaise Crave, écrite par Sarah Kane en 1998.
- La Fièvre, traduction par Philippe Ducros (2006) de l'œuvre originale anglaise The Fever, écrite par Wallace Shawn en 1991.
- La Vue d'en haut, traduction par Philippe Ducros (2008) de l'œuvre originale anglaise The View From Above, écrite par James Long en 2008.
- Le Pleureur désigné, traduction par Philippe Ducros (2007) de l'œuvre originale anglaise ''The Designated Mourner'', écrite par Wallace Shawn en 1996.

## Honneurs
- Prix Gratien-Gélinas, 2025, L'Année du Serpent, 2002[3].
- Finaliste, grand prix de littérature dramatique en France, 2009[4].
- Chochons d'Or (Costumes, éclairages, meilleur texte et production de l'année), L'affiche, 2009[5].
- Spectacle de l'année 2009-2010, Association québécoise des critiques de théâtre (AQCT), L'affiche[6].
- Finaliste, prix Michel-Tremblay, Dissidents, 2012[7].
- Finaliste, prix du Gouverneur général, Dissidents[8].
- Bourse de l'association Beaumarchais ainsi que du CNL L'affiche